# Elke Donalies
Elke Donalies (* 1959 in Siegen) ist eine deutsche Linguistin.
Nach dem Studium der Germanistik, Geschichte und historischen Pädagogik an der WWU Münster wurde sie 1990 mit einer Arbeit frühneuhochdeutsche Bibelhandschriften promoviert. Seit 1990 ist sie als wissenschaftliche Mitarbeiterin des Leibniz-Institut für Deutsche Sprache (IDS) in Mannheim tätig. Ihre Arbeitsschwerpunkte sind Wortbildung, Phraseologie und Sprachkritik.

## Veröffentlichungen (Auswahl)
- Wortbildung. Prinzipien und Problematik Heidelberg: Universitätsverlag Winter, 2021
- ‚Nuss‘ und ‚nussig‘, aber ‚Fluss‘ und ‚flüssig‘ Heidelberg: Universitätsverlag Winter, 2018
- Wetterbeobachter, Zeitlang, wahrsagen, zartfühlend, kurzerhand, dergestalt Heidelberg: Universitätsverlag Winter, 2018
- Phraseologie Tübingen: Groos, 2012
- Basiswissen deutsche Wortbildung Tübingen: Francke, 2011 (2., überarb. Aufl. v. 2007)
- Sprache ist der beste Koch Tübingen: Narr, 2010
- Die Wortbildung des Deutschen Tübingen: Narr, 2002
- Die Augsburger Bibelhandschrift und ihre Überlieferung. Untersuchung und Text der vier Evangelien Münster: Waxmann, 1992